# 无丝姜花
无丝姜花（学名：Hedychium efilamentosum），为姜科姜花属下的一个种。
植株茎高约1米，叶片长圆状或线状椭圆形，花黄色。生长于热带雨林环境，分布地区包括中国云南西北部等地。

## 扩展阅读
維基物種上的相關：无丝姜花